# Sa Comuna
Sa Comuna de Lloret de Vistalegre és una zona de Garrigar amb pinar que ocupa 131 hectàrees dins el municipi de Lloret de Vistalegre. Sa Comuna no pertany a cap sistema orogràfic i la seva superfície és pràcticament plana. Està situada a una altària mitjana de 135 metres sobre el nivell del mar, amb una diferència de nivell entre les seves cotes màxima i mínima de 45m. Les seves grans extensions planes només es veuen interrompudes per dues depressions que s'anomenen el comellar del Ras i el comellar del Carnatge o de sa Comuna .
El clima de sa Comuna de Lloret és mediterrani, el mateix de tot l'arxipèlag Balear caracteritzat per un hivern temperat, una primavera variable, un estiu calorós i sec i una tardor plujosa.
La vegetació actual a Sa Comuna és el fruit d'una important i continuada acció humana en aquest espai. La comunitat més significativa és la garriga, resultat de la degradació de l'alzina, i que ara s'acompanya de l'omnipresent pi. Altres arbres que es troben són el xiprers, ullastre i garrovers, A més d'algun grup d'alzines. Les lianes també són representades amb el rotaboc (Rhamnus ludovici-salvatoris), la vidalba (Clematis vitalba), la Rotgeta (Rossa angustifolia), l'aritja i l'esbarzer. En un estrat inferior localitzam el matapoll (Daphne gnidium), la mata, la llampúdol, i l'estepa llimonenca, la negre i la blanca. Finalment, a l'estrat més baix es troben les herbes com el fenàs, la ceba Marina, les orquídies, les esparregueres i els cards i els bolets .
Respecte a la fauna i trobam una gran varietat. Durant la primavera i l'estiu podem observar molts d'invertebrats, ja que durant les estacions fredes molts d'ells es troben inactius. Entre els insectes trobam la formiga, l'abella, la papanovia, la cuca molla entre altres insectes. Mereix especial atenció la cuca dels pins o processionària, introduïda de forma casual a Mallorca cap als anys cinquanta, i ha esdevengut una plaga perniciosa per als pinars.
Els rèptils estan representats pel dragons i la serp de garriga, actualment estan pràcticament desapareguts. Els ocells són uns dels animals més nombrosos d'aquest espai natural. A sa Comuna es poden arribar a observar una gran quantitat d'espècies, tal com: el xoric (rapinyaire), la perdiu, la guàtlera, la sega, el sebel·lí, el tudó, la tórtora, petit ocells, l'òliba, el mussol, el mussol reial, el puput…
Per acabar la fauna parlarem dels mamífers que viuen dins sa Comuna. El conill és un dels animals que es deixa veure amb més facilitat. Pel que fa als mostels, eriçons, llebres, genetes i els marts son altres espècies d'animals que son difícils de veure però que formen part de l'ecosistema local.